# Бедфорд (Ајова)
Бедфорд (енгл. Bedford) град је у америчкој савезној држави Ајова. По попису становништва из 2010. у њему је живело 1.440 становника.

## Демографија
Према попису становништва из 2010. у граду је живело 1.440 становника, што је 180 (11.1%) становника мање него 2000. године.
| Група             | 2000.         | 2010.         |
| Белци             | 1.578 (97,4%) | 1.400 (97,2%) |
| Афроамериканци    | 1 (0,1%)      | 7 (0,5%)      |
| Азијати           | 2 (0,1%)      | 4 (0,3%)      |
| Хиспаноамериканци | 27 (1,7%)     | 18 (1,3%)     |
| Укупно            | 1.620         | 1.440         |